# Sandnessjøen
66°00′58″N 012°36′48″Ø / 66.01611°N 12.61333°Ø
Sandnessjøen er en by som ligger i Alstahaug kommune på Helgelandskysten i Nordland fylke i Norge, og er kommunens administrationscenter. Sandnessjøen ligger på øen Alsta, hvor bjergkæden De syv søstre også ligger. Stedet fik bystatus i 1999 og har omkring 5.700 indbyggere. 
På Sandnesgården boede høvdingen Torolv Kveldulvsson og sagakvinden Sigrid omkring 870. Nogle kilometer syd for byen ligger Alstahaug kirke og Petter Dass-museet. Petter Dass er blandt de skikkelser som har gjort Alstahaug mest kendt gennem tiderne. 
Sandnessjøen betjenes af Stokka lufthavn. Med lang kaj i en god havn er byen et trafikknudepunkt for ydre Helgeland. Den anløbes af Hurtigruten og er endestation for hurtigbådstjenesten Nordlandsekspressen. Transportselskapet Helgelandske har sin hovedadministration her.
Den lokale avis hedder Helgelands Blad.

## Tidligere kommune
Sandnessjøen var en periode selvstændig kommune. Kommunen blev udskilt fra Alstahaug 1. juli 1899 under navnet Stamnes kommune. 1. juli 1915 blev Leirfjord kommune udskilt fra Stamnes. I 1948 skiftede Stamnes kommune navn til Sandnessjøen. Sammen med det meste af Alstahaug og Tjøtta kommuner blev Sandnessjøen slået sammen til nye Alstahaug kommune 1. januar 1965.